# Macintosh LC III+
Le LC III+ est un ordinateur Macintosh lancé en octobre 1993 et un peu plus puissant que son prédécesseur le LC III. Avec son processeur à 33 MHz, ce fut le plus rapide des Macintosh à base de 68030. Il fut vendu au grand public sous les noms de Performa 460, Performa 466 et Performa 467, selon les configurations de mémoire et de disque dur. La seule différence des modèles Performa par rapport au modèle LC est qu'ils étaient fournis avec divers logiciels familiaux. Toutes les versions furent arrêtées en février 1994.

## Caractéristiques
- processeur : Motorola 68030 24/32 bit cadencé à 33 MHz
- FPU : Motorola 68882 optionnel
- bus système 32 bit à 33 MHz
- mémoire morte : 1 Mio
- mémoire vive : 4 Mio, extensible à 36 Mio
- 0,5 Kio de mémoire cache de niveau 1
- disque dur SCSI de 80 ou 160 Mo
- lecteur de disquette « SuperDrive » 1,44 Mo 3,5"
- mémoire vidéo : 512 Ko de type VRAM, extensible à 768 Ko
- résolutions supportées :
  - 512 × 384 en 16 bit
  - 640 × 400 en 16 bit
  - 640 × 480 en 8 bit (16 bit avec 768 Kio de VRAM)
  - 832 × 624 en 8 bit (16 bit avec 768 Kio de VRAM)
- slots d'extension:
  - 1 slot LC III PDS
  - 1 connecteur mémoire SIMM 72 broches (vitesse minimale : 80 ns)
  - 1 connecteur VRAM
- connectique:
  - 1 port SCSI (DB-25)
  - 2 ports série (Mini Din-8)
  - 1 port ADB
  - sortie vidéo VGA DB-15
  - sortie son : mono 8 bit
  - entrée audio : mono 8 bit
- haut-parleur mono intégré
- dimensions : 7,4 × 31,0 × 38,9 cm
- poids : 4,0 kg
- alimentation : 50 W
- systèmes supportés : Système 7.1 à 7.6.1